# François Brossier
Pour les articles homonymes, voir Brossier.
François Brossier, né le 9 février 1940 à Blois et mort le 20 août 2018 à Chambéry, est un prêtre catholique français, bibliste et docteur en théologie, professeur honoraire à l'Institut catholique de Paris,,.

## Biographie
François Brossier reçoit l'ordination presbytérale en 1966. Après avoir commencé comme vicaire à la paroisse de la Trinité-Sainte Madeleine à Vendôme, il est nommé à la paroisse de Montoire-sur-le-Loir dans le Loir-et-Cher, où il exerce pendant vingt-quatre ans tout en enseignant à l'Institut catholique de Paris. De 1995 à sa retraite en 2015, il est de nouveau curé de l'église de la Madeleine à Vendôme. 
Pendant toute la durée de son ministère presbytéral, il a mené une carrière d'exégète. Après l'obtention de sa licence canonique de théologie en 1971, il soutient un Diplôme Supérieur d’Études Bibliques consacré au chapitre 12 de l'Apocalypse sous la direction de Jacques Briend, puis en 1984, une thèse de doctorat à l'Institut catholique de Paris, intitulée Récits bibliques et communication de la foi. À partir de 1985, il devient professeur titulaire au sein de la Faculté de théologie : tout en enseignant l'exégèse biblique au sein de celle-ci, il publie de nombreux ouvrages sur la Bible destinés au grand public, dans lesquels il étudie notamment les liens entre la réalité historique et le récit des Écritures.
François Brossier fait partie du comité éditorial de la revue Le Monde de la Bible. Il écrit également dans d'autres publications, dont Lumière et Vie, Lumen Vitae et la collection des « Cahiers Évangile ».
Passionné par les roses, il a constitué une roseraie à Vendôme qui contenait plus de deux cent rosiers. Également passionné de rugby, il joua longtemps au sein de l'US Vendôme, dont il fut président jusqu'en 1991 
François Brossier meurt à Chambéry le lundi 20 août 2018, victime d'une crise cardiaque.

## Décorations
- Chevalier de l'ordre national du Mérite[7]
- Commandeur de l'ordre des Arts et des Lettres[8]

## Publications
- Les Évangiles, quatre portraits de Jésus, Paris, Mame, 1981.
- Dire la Bible. Récits bibliques et communication de la foi, Paris, Le Centurion, 1985[9].
- Atlas de l'histoire biblique, Paris, Desclée de Brouwer, 1987.
- Comment lire les Évangiles, Paris, Desclée de Brouwer, 1992.
- La Bible dit-elle vrai ?, Paris, Éditions de l'Atelier, 1999 [10],[11].

### Ouvrages en collaboration
- avec Danielle Monneron et Laetitia Galli, Ma première Bible en images, Paris, Bayard Jeunesse, 1987-1988.
- Avec Michel Bouttier : Vocabulaire des épîtres de Paul, éditions du Cerf, coll. « Cahiers Évangile » no 88, 1994
- Avec Blandine Marchon : La Bible : les grands récits de l'Ancien et du Nouveau Testament, Bayard-Jeunesse, 1997
- Articles dans Pierre Geoltrain (dir.), Aux origines du christianisme, 2000, Folio/Histoire  (ISBN 978-2-07-041114-6)

## Pour approfondir